# 篠田信義
篠田 信義（しのだ のぶよし、1928年11月18日 - 2010年4月27日）は日本の大蔵官僚。大阪国税局長、印刷局長、日本酒類販売副社長、同社社長、同社会長などを務めた。

## 来歴
大分県高田町（現：豊後高田市）で6人兄弟の5番目で4男として生まれる。宇佐中学校、第五高等学校を経て、東京大学法学部政治学科卒業。1951年 大蔵省入省（銀行局検査部管理課）。1952年5月 銀行局銀行課。1957年12月 相馬税務署長。
外務省在ベルギー大使館一等書記官、同大使館参事官などを経て、1972年7月3日 理財局国有財産第一課長。1973年7月3日 国税庁長官官房人事課長。1975年7月17日 福岡国税局長。1976年6月18日 総理府人事局次長。1978年7月5日 大阪国税局長。1979年7月10日 印刷局長。1980年6月17日 退官。
同年8月 住宅金融公庫理事。1982年6月 日本酒類販売取締役副社長。1983年6月 同社代表取締役副社長。その後、同社代表取締役社長、同社代表取締役会長。
2010年4月27日午前0時25分、肺炎のため死去。81歳没。

## 略歴
- 1951年4月：大蔵省入省（銀行局検査部管理課）[2]。
- 1952年5月：銀行局銀行課[2]。
- 1953年8月：京橋税務署所得税課。
- 1954年7月：大阪国税局直税部法人税課。
- 1955年12月：東京国税局総務部総務課。
- 1957年6月：国税庁徴収部管理課。
- 1957年12月：相馬税務署長。
- 1958年10月：国税庁調査査察部査察課。
- 1959年1月：国税庁調査査察部査察課長補佐。
- 1959年11月：国税庁調査査察部調査課長補佐。
- 1962年6月：関税局調査統計課長補佐。
- 1963年4月：関税局国際課長補佐。
- 1964年7月：広島国税局調査査察部長。
- 1966年8月：国税庁長官官房人事課長補佐。
- 1968年4月：国税庁長官官房人事課長補佐 兼 外務省研修所。
- 1968年8月：外務省在ベルギー大使館一等書記官。
- 1971年4月：外務省在ベルギー大使館参事官。
- 1972年6月20日：大臣官房付。
- 1972年7月3日：理財局国有財産第一課長。
- 1973年7月3日：国税庁長官官房人事課長。
- 1975年7月17日：福岡国税局長。
- 1976年6月18日：総理府人事局次長。
- 1978年7月5日：大阪国税局長。
- 1979年7月10日：印刷局長。
- 1980年6月17日：退官。

## 人物
- 国税庁長官官房人事課長時代には大卒の大量採用に道を拓き、スマートな国税庁づくりに貢献した[4]。
- 几帳面だが、遊びの名人で役人らしくない軽妙な人柄だとされている[4]。
- 趣味は多彩でゴルフのハンデは18の腕前。強いのが碁で4段という大蔵省内でも抜きん出た実力を誇っていた。マージャンはつき合い程度。音楽はなんでも派、小唄をやる。ドライブもやる[4]。
- ビクトリアという紀州犬（雌）を1988年頃から飼っていた[5]。